# Хърбърт Китчънър
Фелдмаршал Хорейшо Хърбърт Китчънър, 1-ви граф Китчънър (на английски: Horatio Herbert Kitchener, 1st Earl Kitchene; 24 юни 1850 – 5 юни 1916) е висш офицер от британската армия и колониален администратор на Британската империя, прославил се с имперските си кампании и играл централна роля в началните етапи от Първата световна война.
Китчънър се прославя за първи път през 1898 г., когато спечелва битката при Омдурман и постига контрол над Судан, за което е удостоен с титлата „Лорд Китчънър от Хартум“. В периода 1900 – 02 г., по време на Втората англо-бурска война, той изиграва ключова роля при завземането на бурските републики, а след това наследява лорд Робъртс като главнокомандуващ. По това време бурите прибягват към партизанска война и англичаните организират концентрационни лагери, в които задържат фермерски семейства, за да лишат партизаните от подкрепа. Като главнокомандващ на армията в Британска Индия има противоречия с вицекраля лорд Кързън, който подава оставка. След това Китчънър се завръща в Египет като генерален консул (де факто администратор).
През 1914 г., в началото на Първата световна война, Китчънър става военен министър (на английски: Secretary of State for War) и член на кабинета. Той е един от малкото, които предвиждат продължителна война от най-малко три години и организира най-голямата дотогава армия от доброволци във Великобритания, а и в света. Ръководи значителното увеличение на производството на военна продукция с оглед войната с германската армия на Западния фронт. Неговият портрет се появява на агитационни афиши за мобилизиране на доброволци с текста „Родината се нуждае от теб“ които стават известни и многократно копирани в популярната култура.
През 1915 Китчънър заедно с Чърчил са членовете на Военния кабинет, които най-активно прокарват идеята за кампанията в Галиполи. При формирането на коалиционно правителство през май му е отнет контрола над мунициите и стратегията, тъй като го обвиняват за недостига на снаряди през пролетта на 1915, макар че своевременно е предупредил за трудностите в случай на продължителна война. След неуспеха при Галиполи репутацията му е още повече уронена и макар че той е готов да подаде оставка, тя не е приета, но авторитетът и влиянието му постепенно намаляват. Немалка роля за това играе и авторитарният му стил на поведение.
Китчънър загива на път за преговори в Русия на 5 юни 1916 г., заедно с още 737 души на борда на кораба „Хемпшир“, който се натъква на германска мина и потъва западно от островите Оркни, Шотландия.